# Skocze (gromada)
Skocze (w 1972 Gołdap) – dawna gromada, czyli najmniejsza jednostka podziału terytorialnego Polskiej Rzeczypospolitej Ludowej w latach 1954–1972.
Gromady, z gromadzkimi radami narodowymi (GRN) jako organami władzy najniższego stopnia na wsi, funkcjonowały od reformy reorganizującej administrację wiejską przeprowadzonej jesienią 1954 do momentu ich zniesienia z dniem 1 stycznia 1973, tym samym wypierając organizację gminną w latach 1954–1972.
Gromadę Skocze z siedzibą GRN w Skoczach utworzono – jako jedną z 8759 gromad – w powiecie gołdapskim w woj. białostockim, na mocy uchwały nr 14/V WRN w Białymstoku z dnia 4 października 1954. W skład jednostki weszły obszary dotychczasowych gromad Bałupiany, Barkowo, Jabłońskie, Juchnajcie, Kośmidry, Łobody, Skocze, Wiłkajcie i Włosty oraz miejscowości Janowo, Niegocin, Różyńsk i Wronki Małe z dotychczasowej gromady Kozaki ze zniesionej gminy Jabłońskie, a także miejscowość Rostek, grunty PGR Niedrzwica, grunty PGR o pow. 104,22 ha i działki nr 29 i 271 o ogólnej pow. 22,83 ha wyłączone z miasta Gołdap w tymże powiecie. Dla gromady ustalono 13 członków gromadzkiej rady narodowej.
1 stycznia 1966 do gromady Skocze przyłączono obszar miejscowości Konikowo z miasta Gołdap.
1 stycznia 1972 do gromady Skocze przyłączono: miejscowości Jany, Janki, Mażucie, Osieki, Pietraszki i Użbale oraz część gruntów Nadleśnictwa Skalisko o powierzchni 207,45 ha (oddziały Nr Nr 5, 8, 11, 12, 310-313) ze zniesionej gromady Rogale; miejscowości Botkuny, Galwiecie, Jurkiszki, Kociołki, Ostrowo, Szyliny oraz część gruntów Nadleśnictwa Gołdap o powierzchni 3966,73 ha (oddziały Nr Nr 33—57, 89—112, 149—171, 208—228, 288—305, 329—334, 386—389, 419—427, 474 i 475) i Jezioro Czarne o powierzchni 183,19 ha ze zniesionej gromady Pluszkiejmy; miejscowości Suczki i Wronki Wielkie z gromady Grabowo; oraz miejscowości Bronisze, Jabramowo, Kolniszki, Kołkowo, Kozaki, część gruntów Nadleśnictwa Gołdap o powierzchni 238,87 ha (oddziały Nr Nr 428—435) i część gruntów Nadleśnictwa Kowale Oleckie o powierzchni 355,77 ha (oddziały Nr Nr 44—51, 59—64) ze znoszonej gromady Górne, po czym gromadę Skocze zniesiono przez przeniesienie siedziby ze Skocz do Gołdapi i przemianowanie na gromada Gołdap.